# Droga nr 7555 (Izrael)
Droga lokalna nr 7555 (hebr. 7555 כביש) – jest drogą lokalną położoną w Dolnej Galilei, na północy Izraela. Biegnie ona z miasta Migdal ha-Emek do drogi nr 75, która pełni funkcję północnej obwodnicy miasta.

## Przebieg
Droga nr 7555 przebiega przez Samorząd Regionu Emek Jizre’el w Poddystrykcie Jezreel Dystryktu Północnego Izraela. Biegnie południkowo z południa na północny zachód, od miasta Migdal ha-Emek do drogi nr 75, która pełni funkcję północnej obwodnicy miasta.
Swój początek bierze w mieście Migdal ha-Emek na skrzyżowaniu z drogą nr 7756 i drogą nr 7255. W kierunku wschodnim odchodzi stąd droga nr 7756 (ulica ha-Banim) prowadząca do północnej obwodnicy miasta w kierunku do miejscowości Jafa an-Naserije i dalej miasta Nazaret. W kierunku południowym odchodzi droga nr 7255 (ulica ha-Emek) prowadząca do południowych stref przemysłowych miasta i skrzyżowania z drogą nr 73. W kierunku północnym odchodzi ulica Szaul Amor prowadząca do północnej strefy przemysłowej oraz północnej obwodnicy miasta. Natomiast droga nr 7555 prowadzi jako ulica ha-Banim na północny zachód. Mija położony po stronie południowej Park ha-Riszonim i zjeżdża w dół do doliny strumienia Cvi. Przy wyjeździe z miasta mija położony po stronie zachodniej cmentarz miejski Migdal ha-Emek. Po przejechaniu niecałego kilometra dojeżdża się do skrzyżowania z drogą nr 75, którą jadąc w kierunku zachodnim dojeżdża się do zjazdu do wioski Timrat i dalej do skrzyżowania z drogą nr 73. Natomiast jadąc drogą nr 75 w kierunku wschodnim (północna obwodnica Migdal ha-Emek) dojeżdża się do zjazdu do bazy wojskowej Ma’alul, północnej strefy przemysłowej i dalej do skrzyżowania z drogą nr 7756.